# Le Protocole Pélican
 (novembre 2023).
Le Protocole Pélican est une série de bande dessinée française de politique fiction créée par le scénariste Richard Marazano et le dessinateur Jean-Michel Ponzio, et publiée à partir de  2011 par les éditions Dargaud.

## Descriptions

### Synopsis
À travers le monde douze personnes sont kidnappées et soumises à une expérience dont ils ignorent tout dans un lieu isolé (une plateforme en pleine mer). Sur la plateforme ils sont en contact avec des "gardiens" (compagnons) et surveillés par des "scientifiques" (les confidents). ADAM un ordinateur quantique est à l'origine du choix des participants à l'expérience.

## Publication
- 1 Le Protocole Pélican, Dargaud, septembre 2011
Scénario : Richard Marazano - Dessin et couleurs : Jean-Michel Ponzio - (ISBN 978-2205-06333-2)

- 2 Le Protocole Pélican, Dargaud, mars 2012
Scénario : Richard Marazano - Dessin et couleurs : Jean-Michel Ponzio - (ISBN 978-2205-06707-1)

- 3 Le Protocole Pélican, Dargaud, février 2013
Scénario : Richard Marazano - Dessin et couleurs : Jean-Michel Ponzio - (ISBN 978-2205-06790-3)

- 4 Le Protocole Pélican, Dargaud, novembre 2013
Scénario : Richard Marazano - Dessin et couleurs : Jean-Michel Ponzio - (ISBN 978-2205-06791-0)